# Metropolia Bangalore
Metropolia Bangalore – jedna z 24 metropolii kościoła rzymskokatolickiego w Indiach. Została erygowana 19 września 1953.

## Diecezje
- Archidiecezja Bangalore
  - Diecezja Belgaum
  - Diecezja Bellary
  - Diecezja Chikmagalur
  - Diecezja Gulbarga
  - Diecezja Karwar
  - Diecezja Mangalore
  - Diecezja Mysore
  - Diecezja Shimoga
  - Diecezja Udupi

## Metropolici
- Thomas Pothacamury (1953-1968)
- Duraisamy Simon Lourdusamy (1968-1971)
- Packiam Arokiaswamy (1971-1986)
- Alphonsus Mathias (1986-1998)
- Ignatius Paul Pinto (1998-2004)
- Bernard Blasius Moras (2004-2018)
- Peter Machado (od 2018)